# Suipinima
Suipinima es un género de escarabajos longicornios de la subfamilia Lamiinae. Fue descrito por Martins y Galileo en 2004.

## Especies
- Suipinima eccentrica (Galileo y Martins, 1992)
- Suipinima flavumtuberculata Nascimento, Botero y Bravo, 2016
- Suipinima marginalis Martins y Galileo, 2004
- Suipinima pitanga Martins y Galileo, 2004
- Suipinima suturalis Martins y Galileo, 2004
- Suipinima una Martins y Galileo, 2004